# Stadtkirche Premnitz

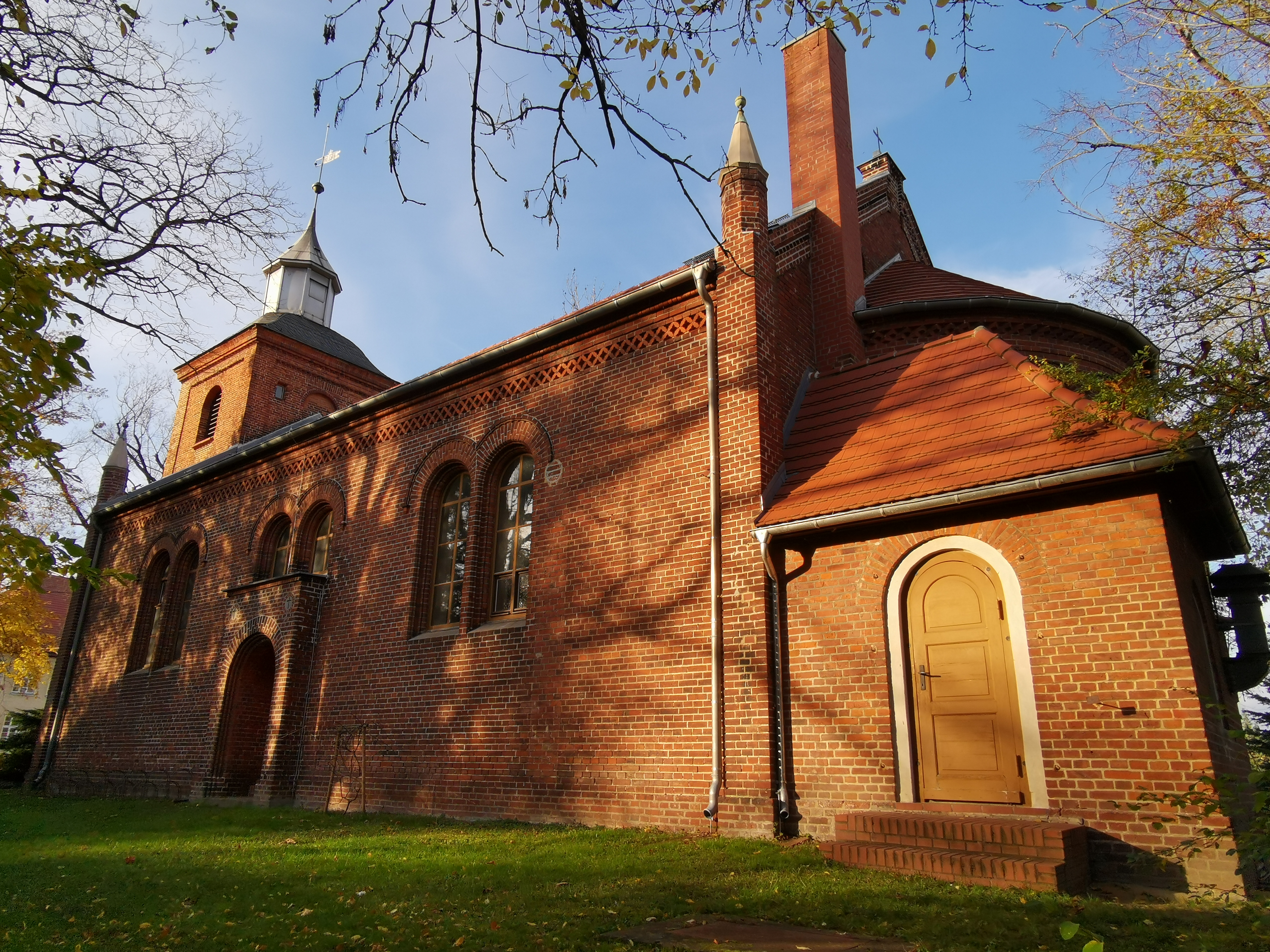
Stadtkirche Premnitz

Die evangelische Stadtkirche Premnitz ist eine Saalkirche in Premnitz, einer Stadt im brandenburgischen Landkreis Havelland. Sie ist Teil der evangelischen Kirchengemeinde Premnitz im Kirchenkreis Nauen-Rathenow der Evangelischen Kirche Berlin-Brandenburg-schlesische Oberlausitz. Das Gebäude steht unter Denkmalschutz.

## Baubeschreibung
Die Kirche liegt im Nordwesten der Stadt an der Alten Hauptstraße (Bundesstraße 102). Sie zeigt sich heute in Gestalt einer neoromanischen Kirche mit einem älteren Turm. Im Jahr 1751 ereignete sich ein Brand, der die gesamte Siedlung mit Kirche zerstörte. Die Bewohner errichteten daraufhin im Jahr 1755/56 eine neue Kirche. Diese wurde im Jahr 1856 komplett abgerissen und neu aufgebaut. Im Jahr 1857 wurde die heutige Kirche aus roten Ziegeln eingeweiht. Der quadratische Westturm mit flacher Haube und Laterne ist das einzige Überbleibsel des Vorgängerbaus.
Der Innenraum, der von einer flachen Decke überspannt wird, erfuhr im Jahr 1977 große bauliche Veränderungen. Die Innenausstattung wurde erneuert und ein Teil der Kirche als Winterkirche abgetrennt. Vier hohe Kerzenleuchter umgeben den Altar, der in Erfurt gefertigt wurde.
Im Jahr 2012/13 wurden Sanierungsarbeiten am Äußeren der gesamten Kirche durchgeführt. Dabei wurde am östlichen Giebel ein Kreuz wiederentdeckt und wiedererrichtet.

## Orgel
Die Orgel wurde 1961 vom Potsdamer Unternehmen Alexander Schuke errichtet. Die Disposition umfasst zehn Register auf einem Manual und Pedal und lautet:
| I Manual C–f3 |                        |    |
| 1.            | Gedackt                | 8′ |
| 2.            | Principal              | 4′ |
| 3.            | Rohrflöte              | 4′ |
| 4.            | Quintadena (bis a)     | 4′ |
| 5.            | Sesquialtera II (ab h) |    |
| 6.            | Blockflöte             | 2′ |
| 7.            | Scharff III            | 1′ |

| Pedal C–d1 |            |     |
| 8.         | Subbass    | 16′ |
| 9.         | Bassflöte  | 8′  |
| 10.        | Choralbass | 4′  |

- Pedalkoppel: I/P